# Nyctimystes
Nyctimystes és un gènere de granotes de la família dels hílids, les espècies del qual es troben repartides entre Papua Nova Guinea, les Illes Moluques i el nord de l'estat de Queensland (Austràlia).

## Taxonomia
- Nyctimystes avocalis
- Nyctimystes cheesmanae
- Nyctimystes dayi
- Nyctimystes daymani
- Nyctimystes disruptus
- Nyctimystes fluviatilis
- Nyctimystes foricula
- Nyctimystes granti
- Nyctimystes gularis
- Nyctimystes humeralis
- Nyctimystes kubori
- Nyctimystes montanus
- Nyctimystes narinosus
- Nyctimystes obsoletus
- Nyctimystes oktediensis
- Nyctimystes papua
- Nyctimystes perimetri
- Nyctimystes persimilis
- Nyctimystes pulcher
- Nyctimystes rueppelli
- Nyctimystes semipalmatus
- Nyctimystes trachydermis
- Nyctimystes tyleri
- Nyctimystes zweifeli